# Капитуляция генерала Бергойна
«Капитуляция генерала Бургойна» — картина маслом американского художника Джона Трамбулла. Картина была завершена в 1821 году и размещена в ротонде Капитолия США в Вашингтоне.
На картине изображена капитуляция британского генерал-лейтенанта Джона Бергойна в Саратоге, штат Нью-Йорк, 17 октября 1777 года, через десять дней после Второй битвы при Саратоге. На изображении изображены многие командиры американской Континентальной армии и сил ополчения, принимавшие участие в битве, а также гессенский командующий Фридрих Адольф Ридезель и два офицера британской армии: Бергойн и генерал Уильям Филлипс .

## Комиссия
Художник Джон Трамбулл в начале Войны за независимость США был солдатом, служил помощником  Джорджа Вашингтона и Горацио Гейтса. Уволившись из армии в 1777 году, он занялся карьерой художника. В 1785 году он начал набрасывать идеи для серии масштабных картин, посвященных основным событиям Американской революции, а в 1791 году он отправился в Саратогу, где набросал пейзаж места капитуляции.

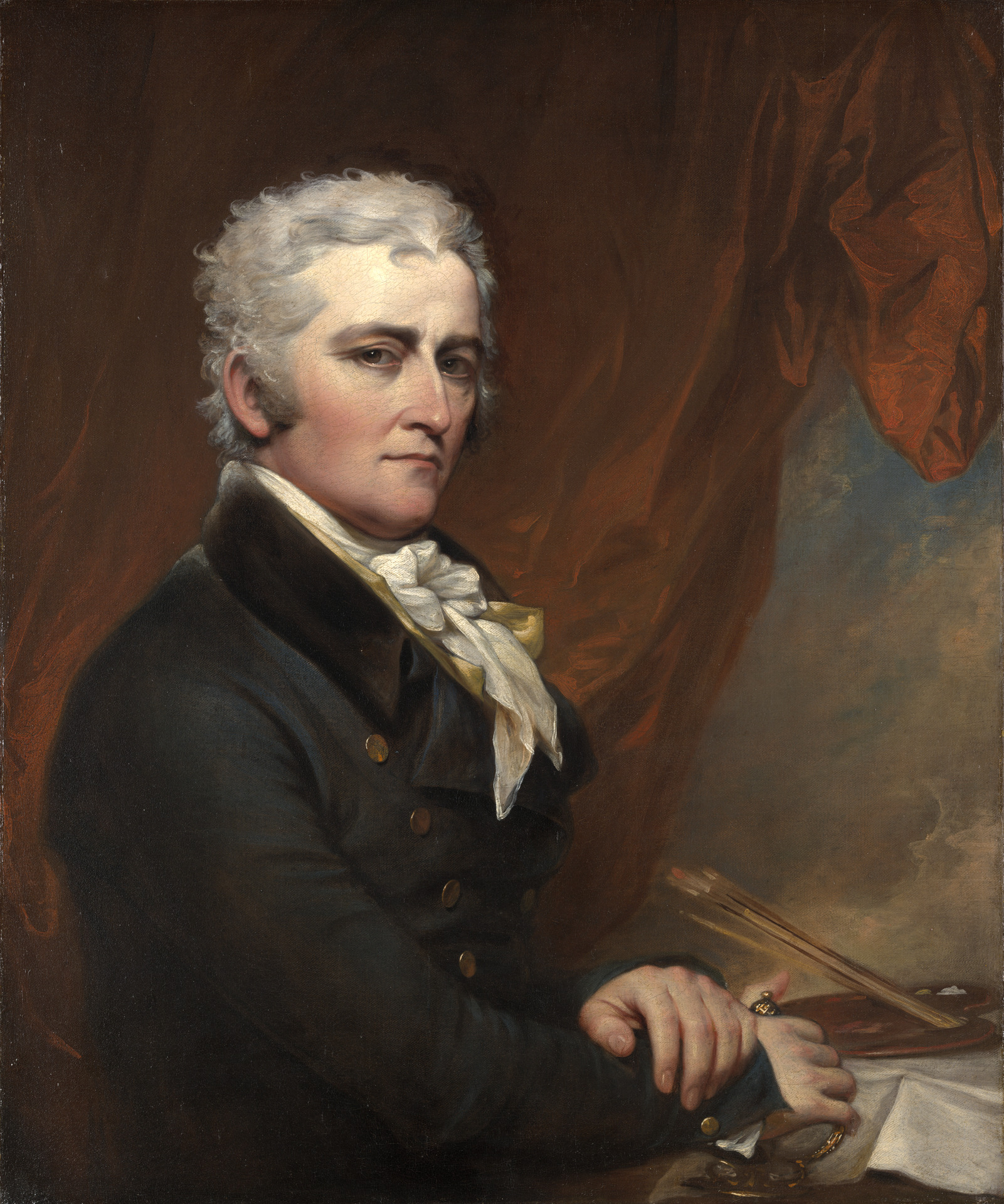
Автопортрет Трамбулла

По возвращении из Великобритании после окончания Англо-американской войны он предложил эту идею Конгрессу Соединенных Штатов. На основании его заявки и успешной выставки картин "Смерть генерала Уоррена в битве при Банкерс-Хилл", 17 июня 1775 года, и "Смерть генерала Монтгомери при атаке на Квебек", 31 декабря 1775 года, а также этюдов для других предложенных картин, Конгресс в 1817 году проголосовал за заказ четырех больших картин, которые должны были висеть в ротонде Капитолия Соединенных Штатов.
Цена была установлена в размере 8 000 долларов за картину, а размер и тематику определил президент Джеймс Мэдисон. Был согласован размер двенадцать на восемнадцать футов (370 см × 550 см), а также тематика четырех картин: Декларация независимости, капитуляция генерала Бергойна, капитуляция лорда Корнуоллиса и отставка генерала Джорджа Вашингтона. В течение следующих восьми лет Трамбулл выполнял заказ, и завершил эту картину в конце 1821 года. Впервые она была выставлена в Нью-Йорке с января по март 1822 года, а в 1824 году под руководством Трамбулла была вывешена в ротонде Капитолия, где с тех пор и остается. Трамбулл сам очистил и покрыл лаком картину в 1828 году, а также восстанавливал участок возле ноги Дэниела Моргана.

## Описание

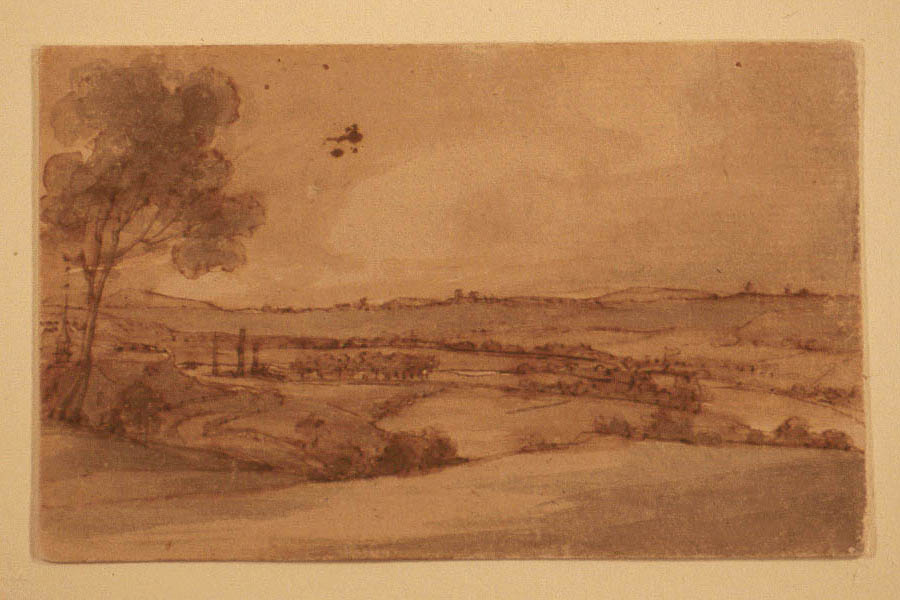
Эскиз Трамбалла 1791 года

На картине изображен генерал Джон Бергойн, готовый сдать свой меч генералу Горацио Гейтсу. По бокам собрались американские офицеры, чтобы засвидетельствовать это событие; их разнообразная одежда представляет разные подразделения. В центре картины и на заднем плане изображена армия Бергойна вместе с немецкими подкреплениями. Их направил в лагерь американский полковник Льюис, генерал-квартирмейстер, который едет верхом вдалеке. Сцена предполагает мир, а не битву или враждебность: под голубым небом и белыми облаками офицеры одеты в парадные мундиры, оружие убрано в ножны или подвешено, а пушки молчат.
Трамбулл создал уменьшенную версию картины, которая сейчас принадлежит Художественной галерее Йельского университета. Версия из ротонды была использована в качестве основы для памятной марки, выпущенной в 1994 году.

Виньетка Бюро гравировки и печати, использованная на реверсе банкноты Национального банка номиналом 500 долларов.

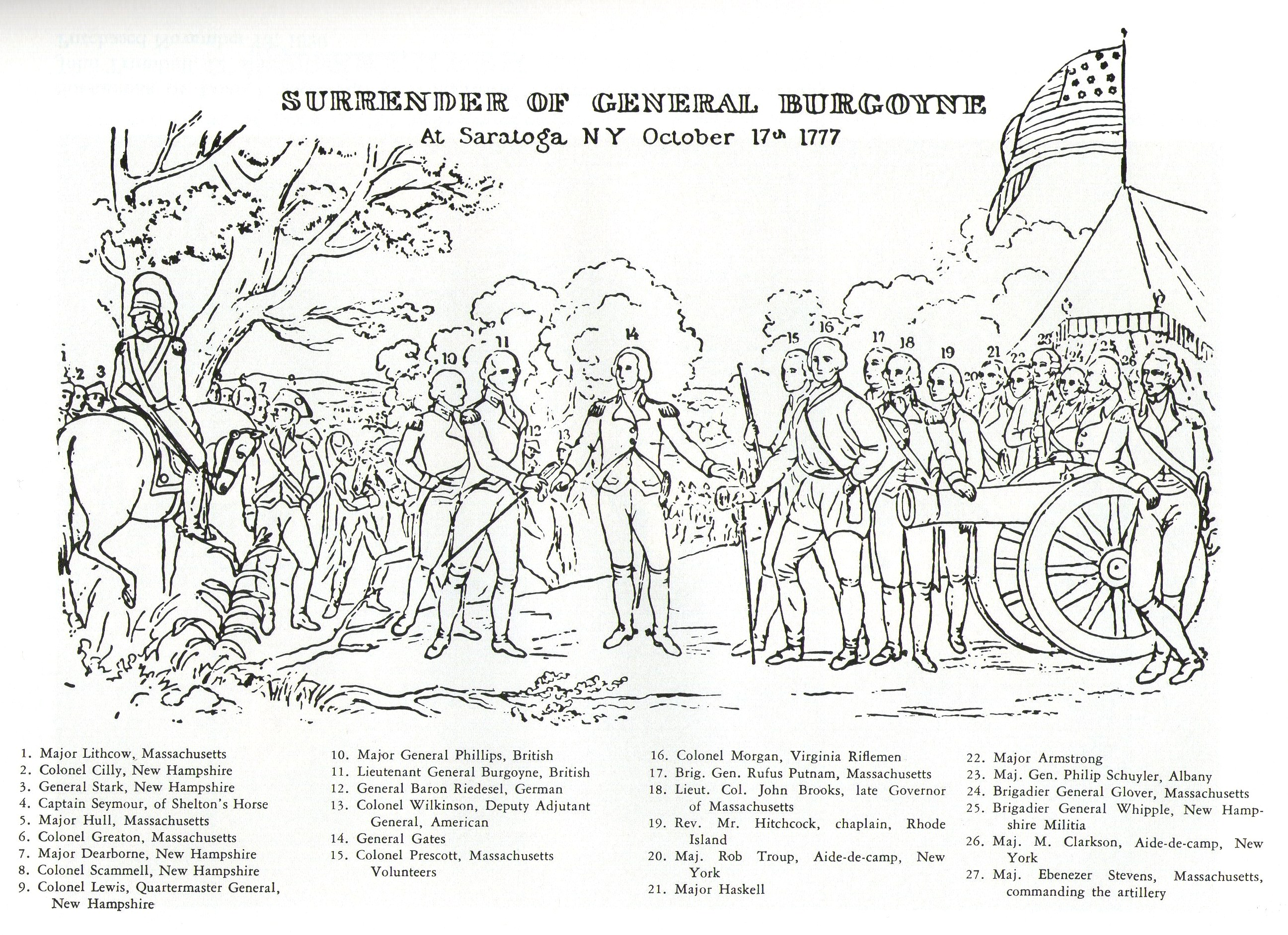
Описание фигур на картине

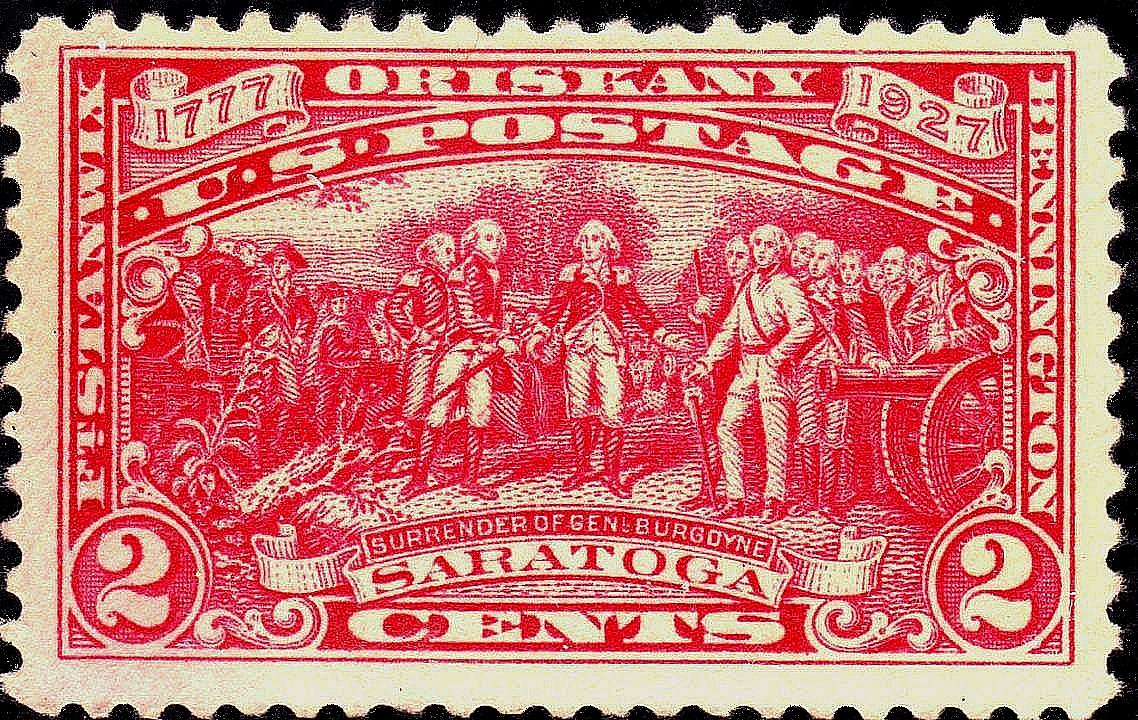
Памятная марка 1927 года, посвященная полуторавековому юбилею, с изображением картины.

Изображенные люди перечислены слева направо.
- Майор Литгоу
- Полковник Джозеф Силли
- Бригадный генерал Джон Старк
- Капитан Сеймур
- майор Уильям Халл
- Полковник Грейтон
- майор Генри Дирборн
- Полковник Александр Скаммелл
- Полковник Льюис
- Бригадный генерал Уильям Филлипс
- Генерал-лейтенант Джон Бергойн
- Генерал-лейтенант барон Фридрих Адольф Ридзель
- Полковник Джеймс Уилкинсон
- Генерал-майор Горацио Гейтс
- Полковник Уильям Прескотт
- Полковник Дэниел Морган
- Бригадный генерал Руфус Патнэм
- Подполковник Джон Брукс
- Преподобный мистер Хичкок
- майор Роберт Труп
- Майор Хаскелл
- Майор Армстронг
- Генерал-майор Филип Скайлер
- Бригадный генерал Джон Гловер
- Бригадный генерал Уильям Уиппл
- Майор Мэтью Кларксон
- Майор Эбенезер Стивенс